# House of X y Powers of X
House of X y Powers of X (conocidas en español como Dinastía de X y Potencias de X respectivamente) son dos miniseries de cómics de X-Men, publicadas en 2019 por la editorial Marvel Comics, y que preceden al relanzamiento denominado Dawn of X. Fueron creadas por el escritor Jonathan Hickman y los artistas Pepe Larraz, R.B. Silva, Marte Gracia y Adriano Di Benedetto.

## Publicación
El escritor Jonathan Hickman había tenido participaciones previas en Marvel Comics, al frente de arcos argumentales en los cómics Vengadores y Nuevos Vengadores, cuyo trabajo finalizó en 2015. En marzo de 2019, la editorial anunció su regreso para escribir House of X y Powers of X, acompañado por los artistas Pepe Larraz y R.B. Silva.
Ambas series se publicaron desde julio hasta octubre de 2019 y cada una consta de 6 números. Presentan un orden de lectura que permite la alternancia entre las dos colecciones de la siguiente manera:
1. House of X #1
2. Powers of X #1
3. House of X #2
4. Powers of X #2
5. Powers of X #3
6. House of X #3
7. House of X #4
8. Powers of X #4
9. House of X #5
10. Powers of X #5
11. House of X #6
12. Powers of X #6

## Introducción
El evento ocasiona un reinicio en aquellas series relacionadas con los X-Men, sirviendo de preludio al arco argumental Dawn of X, en el cual se relanzaron distintos títulos de la franquicia.
A partir de los hechos ocurridos en el evento, la situación de los mutantes en el Universo Marvel cambió radicalmente, a través de la instauración de su propia nación estado en la isla viviente Krakoa. Las dos miniseries relatan los hechos ocurridos en cuatro líneas temporales:
- Año uno - El sueño: Abarca la época previa a la formación de los X-Men, donde Moira y el Profesor X se conocen, y acontecimientos posteriores que narran los primeros pasos de su plan para salvar a los mutantes.

- Año diez - El mundo: Época presente, que involucra la creación de una nación estado para los mutantes en Krakoa, abarcando además las repercusiones en el mundo y los primeros pasos en el funcionamiento de la nueva nación.
- Año cien - La guerra: Época posterior a la caída de Krakoa, donde aún se desarrolla una guerra entre los mutantes y los humanos-máquina. El conflicto ha reducido drásticamente el número de mutantes.
- Año mil - La ascensión: Época posterior a la guerra. El planeta es habitado por una civilización evolucionada que busca la Ascensión para unirse a la raza de los Phalanx.

## Argumento

### Capítulo 1 - "El mundo que Xavier construyó"
Charles Xavier (ahora denominado X) envió un mensaje telepático a todo el mundo, ofreciendo un trato a los dirigentes humanos: la venta y distribución de fármacos beneficiosos para los humanos y creados con la flora de Krakoa, a cambio del reconocimiento de dicha isla como una nación soberana para todos los mutantes.
En respuesta al mensaje y para confirmar la viabilidad del trato, embajadores de distintas naciones asistieron a una reunión en el hábitat krakoaniano en Jerusalén (uno de varios hábitats cuyas semillas se habían plantado en distintas partes del mundo). Al atravesar el portal, fueron recibidos por Magneto y una de las Stepford Cuckoos, quienes los acompañaron en un recorrido por algunas áreas del hábitat.
La posición de los mutantes ante el mundo generó un alerta poblacional, territorial y financiera para la humanidad, por lo que se activó el protocolo Orchis, un grupo formado por miembros de distintas organizaciones humanas como Hydra, S.H.I.E.L.D., I.M.A. y Alpha Flight, unidos para evitar la extinción del Homo Sapiens. Su base es una forja, que aún continuaba en construcción en la órbita del sol.
Un equipo formado por Sapo, Mystique y Dientes de Sable se infiltró en una base secreta de la división Control de Daños para obtener una importante información. A pesar de haberlo logrado, fueron interceptados por varios guardias que acabaron heridos de gravedad por Dientes de Sable, quien fue capturado por los Cuatro Fantásticos. Más tarde, Cíclope intentó convencerlos de liberarlo a través de la inmunidad diplomática, pero al negarle su petición, decidió marcharse.
Finalmente, en Jerusalén, Magneto y la Stepford Cuckoo revelaron telepáticamente las verdaderas identidades e intenciones de los visitantes, de los cuales algunos eran diplomáticos que aceptaron el trato, mientras otros eran agentes encubiertos de S.T.R.I.K.E. y de S.W.O.R.D. que buscaban observar e informar.

### Capítulo 2 - "El último sueño del Profesor X"
Inicialmente, se remite a Año Uno, al día en que Charles Xavier tuvo su primer encuentro con Moira Kinross luego de haber tenido un "maravilloso sueño", en referencia a su futura escuela para mutantes. Ella le aseguró conocerlo desde hace mucho tiempo y él leyó su mente, descubriendo algo que lo asombró.
De regreso a Krakoa en Año Diez, Mystique les hizo entrega de la información obtenida de Control de Daños a Magneto y X, quienes comenzaron a revisar los datos.
En la época de Año Cien, humanos y mutantes se han encontrado envueltos en una guerra prolongada por décadas, donde buscaron mejorar sus capacidades y armamento mediante avances tecnológicos. Por un lado, los humanos recurrieron a los centinelas, y luego de implementar numerosas actualizaciones, combinaron lo mejor del hombre con la máquina, dando origen a un hombre-máquina llamado Nimrod, que acabaría gobernando el planeta junto a sus centinelas. Por otra parte, los mutantes combinaron sus habilidades a través de la creación de los mutantes "Quimeras", diseñados genéticamente por Mr. Siniestro.
Los hombres-máquina comenzaron a crear sabuesos genéticamente diseñados para dar caza a los mutantes, pero con el tiempo, resultaron ineficaces al desertar a su propia especie.
Los ataques de los mutantes fueron inicialmente exitosos, y una vez que la guerra se extendió por el sistema solar y no precisaban esconderse, instalaron una base de apoyo en Marte. Debido a la necesidad por incrementar su ejército, recurrieron a Siniestro para desarrollar nuevos mutantes, cuya tercera generación resultó ser la más exitosa al combinar la información genética de hasta cinco mutantes en uno solo.
Sin embargo, Mr. Siniestro, quien obraba desde el principio para sus propios intereses, provocó la destrucción de la base de Marte con una falla implantada en su cuarta generación de mutantes, y luego le siguió la caída de Krakoa. Siniestro había traicionado a su especie para unirse a la Supremacía del Hombre-Máquina, quienes también lo traicionaron y ejecutaron.
De los miles de mutantes que sobrevivieron, la mayoría huyó al espacio y recurrió al Imperio Shi’ar, mientras un pequeño grupo permaneció oculto en el Asteroide K (sembrado por Krakoa), desde donde abren portales para ingresar a la Tierra y realizar misiones contra el hombre-máquina.
En la Tierra, un equipo de mutantes quimera fue perseguido por centinelas, lo que resultó en la pérdida de dos ellos. Los restantes, llamados Rasputín IV y Cardinal, lograron llegar a Krakoa. Allí fueron recibidos por los últimos Jinetes del Apocalipsis (Wolverine como Guerra, Cypher como Hambre, North como Peste y Xorn como Muerte), a quienes les informaron que la misión tuvo éxito.
Ya en Año Mil, tras la finalización de la guerra entre los humano-máquinas y los mutantes, un ser conocido como Bibliotecario recorrió los archivos de Nimrod e intentó recuperar sin éxito la información recolectada por Nimrod sobre su experimento del alma mutante. Observó una reserva en donde se almacenan especímenes de distintas especies antiguas y extintas.

### Capítulo 3 - "La peculiar vida de Moira X"
Moira Kinross vivió una vida ordinaria, donde trabajó como maestra, se casó y tuvo muchos hijos. Falleció a los 74 años de causas naturales.
Luego de su muerte, despertó nuevamente en el útero de su madre, teniendo conciencia de sí misma y de su vida pasada. En esta segunda vida, decidió optar por un camino diferente, enfocado al estudio de la biología y psicología para comprender su propia naturaleza. Al ver a Charles Xavier en la televisión, comenzó a sospechar la posibilidad de ser una mutante y tomó un vuelo para conocerlo, pero murió durante el viaje debido a un accidente aéreo.
Ya en su tercera vida, dedicó su vida al estudio de la antropología y la genética, y durante su época en la universidad conoció a Xavier, comprobando así que ella era una mutante. Al percibir la arrogancia de Charles, entendió que la mutación era una enfermedad que debía combatirse. Tras años de trabajo, logró identificar el Gen-X y creó una cura, pero la Hermandad de Mutantes destruyó su laboratorio, y Moira fue quemada viva.
Durante su cuarta vida, volvió a acercarse a Xavier y conoció su sueño de una coexistencia pacífica entre humanos y mutantes, enamorándose de él. Pasó su vida casada con Xavier, comprometida con su causa, y fundaron la Escuela Xavier para Niños Dotados, donde se formó la Patrulla X. Años después, murieron cuando los centinelas fueron enviados a la escuela a exterminarlos.
En su quinta vida, huyó a América durante su juventud y buscó a Xavier. Una vez que lo convenció de tomar una postura más radicalizada, fundaron juntos la nación mutante de Faraway, aislada de los humanos. Sin embargo, los centinelas atacaron ese refugio, Moira acabó en coma y falleció.
La información sobre la sexta vida no es revelada.
Debido al fracaso de aquel sueño a manos de los centinelas, Moira volcó su séptima vida a la venganza contra su creador Bolivar Trask, alistándose en el ejército. Tras haber recibido el entrenamiento necesario, buscó y ejecutó a cada miembro del linaje de Trask. Pero eso no impidió que otra persona creara a los centinelas en su lugar, como consecuencia del miedo de la humanidad a los mutantes. Moira murió luego de descubrir las instalaciones de Molde Maestro.
Luego de lo vivido, Kinross se radicalizó en su octava vida y aceptó la necesidad del mal que representaba Magneto, a quien convenció de los futuros caóticos que había visto para lanzar un ataque contra los líderes humanos. El plan fue frustrado por las fuerzas combinadas de los Vengadores y los X-Men en la llamada Guerra de M, por lo que Moira fue encarcelada y murió en un intento fallido de fuga.
Ya en su novena vida, Moira optó por las ideas de Apocalipsis acerca de la supervivencia del más apto y lo despertó para luchar a su lado. Su nuevo líder asesinó tanto a Xavier como a Magneto, y comenzaron una guerra contra las máquinas humanas.
Finalmente, en su décima vida, habiendo perdido todas las esperanzas en las diferentes perspectivas, buscó nuevamente a Xavier y le enseñó todos los posibles finales que tendría su sueño.

### Capítulo 4 - "Ahora tú y yo, estamos juntos"
Durante la época de Año Uno, Moira y Xavier se reunieron con Magneto para superar sus diferencias. Al aceptar abrir su mente, Magneto vio todos los futuros que él vivió en las vidas anteriores de Moira, y aceptó la propuesta de formar una sola comunidad mutante entre todos.
En Año Diez, Xavier y Magneto enseñaron a Cíclope los archivos robados por Mystique, que poseían planos para la construcción de un Molde Maestro definitivo (denominado Molde Madre), el cual ya se encontraba en órbita cerca del sol y en estado inactivo, a cargo de la organización secreta Orchis. Habiendo conocido los detalles, propusieron a Cíclope reunir un equipo de asalto para destruir el Molde Madre antes de que entre en línea, ya que Nimrod surgiría de allí.
En Año Cien, Rasputín y Cardinal se reunieron con los Jinetes del Apocalipsis para entregarles los datos obtenidos a Krakoa, que logró descifrarlos y halló la ubicación de la máquina que estaban buscando. Sin embargo, descubrieron que el acceso se vería obstaculizado por los centinelas, por lo que sería una misión suicida. Entonces Apocalipsis decidió acompañarlos para garantizar el éxito.
Por otro lado, en Año Mil el Bibliotecario analizó con Nimrod la posibilidad de obtener el ascenso para toda la especie y formar parte de la avanzada sociedad conocida como Falange. Tras lograr la creación de una réplica de Worldmind que fue hallada y consumida por la Falange, los entes descendieron a la Tierra para comunicarse con ellos.

### Capítulo 5 - "Esto es lo que haces mejor"
En Año Cien, un grupo de mutantes atacó la Iglesia de la Ascensión con el objetivo de distraer a los escuadrones de Nimrod, mientras Wolverine, Cypher (ahora fusionado a Krakoa) y Apocalipsis se infiltraron en el Monolito al hombre-máquina (base de Nimrod) para reunir la información buscada. Pese a tener éxito, Nimrod los encontró y atacó, por lo que Apocalipsis se enfrentó a él para darle tiempo a Wolverine de regresar al Asteroide K y entregarle los datos a Moira, quien se encontraba en un estado de criogenización. Una vez hecho, Moira supo la fecha del origen de Nimrod y, a pedido de Apocalipsis, Logan la asesinó para regresarla nuevamente al inicio, poniendo fin a su novena vida.

### Capítulo 6 - "Una vez más hacia la brecha"
Cíclope partió hacia la Forja de Orchis donde se activará el Molde Madre, acompañado por Wolverine, Mystique, Jean Grey, Rondador Nocturno, Monet, Arcángel y Husk.
Dientes de Sable estaba siendo juzgado en la prisión de súper máxima seguridad del Proyecto Aquiles por los delitos cometidos al momento de su captura, pero el proceso fue interrumpido por Emma Frost y las Stepford Cuckoos, y debido a la inmunidad diplomática que los habitantes de Krakoa poseen, fue puesto en libertad para ser juzgado por una corte mutante.
Mientras tanto, los X-Men comenzaron el proceso de abordaje en la Forja, luego de que Rondador Nocturno realizara un breve recorrido de reconocimiento. Pero cuando la nave de asalto había tomado posición para ingresar, uno de los guardias de la estación se sacrificó y detonó un explosivo en ese mismo lugar para impedir su entrada.

### Capítulo 7 - "Sea como sea, lo lograremos"
X estableció junto a las Cuckoos un canal de comunicación telepática con Jean y su equipo, quien le informó de los daños tras la explosión: Husk y Arcángel murieron, y Rondador Nocturno resultó con lesiones internas. Jean y Monet permanecieron en la nave para mantener el contacto con Krakoa, mientras el resto del equipo fue teletransportado a las ubicaciones de cada uno de los collares de control del Molde Madre para destruirlos.
Cuando Wolverine y Rondador Nocturno habían destruido sus collares asignados, un grupo de guardias ingresó a la nave de los X-Men, por lo que Monet ayudó a Marvel Girl a huir en una cápsula de escape mientras ella se sacrificaba enfrentando a sus enemigos.
Cíclope desconectó su collar, y en el momento en que Mystique se disponía a hallar el suyo, fue emboscada por la Doctora Gregor (directora de la estación) y Omega Sentinel, y fue expulsada hacia el espacio. De esta forma, el compartimiento del último collar permaneció abierto y Gregor puso en línea el Molde Madre, que se activaría en 30 segundos. Sin tener otra alternativa, Rondador Nocturno se teletransportó con Wolverine al exterior de la forja para destruir el collar, donde sería desintegrado por el sol, seguido por Wolverine, ya que su factor curativo le dio más tiempo para completar la misión antes de su inevitable muerte.
Una vez terminado el trabajo, Cíclope se dispuso a buscar a Jean, pero fue asesinado por la Doctora Gregor antes de poder abandonar el lugar. Por último, la cápsula de Marvel Girl fue alcanzada y despedazada por una unidad de centinelas que exploraban fuera de la Forja.
En Krakoa, X lloró las muertes del equipo pronunciando "No más".

### Capítulo 8 - "Algo siniestro"
En Año Uno, Magneto y Xavier llegaron a Bar Sinister, la isla gobernada por Mr. Siniestro, para solicitar su ayuda. Teniendo conocimiento de su trabajo en el campo de la genética y su biblioteca para catalogar el ADN de todo el mundo, ambos visitantes le pidieron que priorice la base de datos del ADN mutante. Al finalizar, Xavier borró de su mente todo recuerdo de su reciente reunión para recordarla cuando llegue el momento indicado.
Meses antes de la fundación de la nación mutante en Año Diez, X y Cypher realizaron una visita a la isla viviente Krakoa. El profesor le reveló que la enemistad entre la isla y los mutantes había quedado atrás, luego de que haber logrado vincularse telepáticamente con ella. Una vez que Cypher comenzara a familiarizarse con el lenguaje de Krakoa, el profesor le encargó la construcción de una interfaz que logre facilitar la traducción y comunicación entre los mutantes y el ecosistema. De dicho interfaz surgieron cuatro sistemas: Tránsito y Monitoreo, Defensa y Observación, Sistemas Secundarios y Externos, y Vigía y Análisis de Datos.
En Año Mil, con la esperanza de obtener el ascenso, el Bibliotecario ofreció un orbe que fue asimilado por la Falange. Luego empleó una copia de sí mismo, que también fue tomada por el ente. Junto con su grupo, aguardó la decisión de la Falange para determinar si son dignos de formar parte de su sociedad.

### Capítulo 9 - "Sociedad"
En Krakoa, Magneto enseñó a Polaris el proceso de resurrección de mutantes fallecidos, con la presencia de X y Tormenta. Durante ese proceso, un grupo de mutantes conocido como Los Cinco hizo uso de sus poderes para recrear los cuerpos de los X-Men asesinados en la Forja, con ayuda de las muestras de ADN recolectadas por Mr. Sinister. Por último, X utilizó Cerebro para implantarles sus respectivos recuerdos, ya que la verdadera función de la máquina era almacenar copias exactas de las mentes de todos los mutantes. Una vez finalizado el proceso, Los Cinco y los resucitados fueron presentados por Tormenta a los habitantes de Krakoa para celebrar su triunfo sobre la muerte.
Al día siguiente, el Consejo de Seguridad de la ONU realizó la votación para definir el nombramiento de Krakoa como nación soberana, cuyo resultado fue positivo y acordando tratos comerciales con más de 100 países. Durante la recepción posterior a la votación, X reveló a Emma Frost haber sospechado que ella había manipulado a uno de los embajadores.
Dos días después de la votación, Mr. Sinister, Exodus, Selene, Sebastian Shaw y Apocalipsis llegaron a Krakoa, donde fueron recibidos por X, Magneto y Wolverine. Todos ellos aceptaron olvidar viejas rivalidades y formar parte de Krakoa, respetando sus leyes y formando un solo pueblo para todos los mutantes.

### Capítulo 10 - "Por los niños"
En el período de Año Uno, X se reunió con Forja para encomendarle la construcción de un nuevo modelo de Cerebro que le permita almacenar copias exactas de todas las mentes mutantes. Tras la fabricación del nuevo modelo, Xavier actualiza semanalmente estos datos y también guarda copias de seguridad escondidas en diferentes puntos.
Más adelante, en Año Diez Magneto y X se reunieron en El Louvre con Emma Frost para reclutarla a ella y a Sebastian Shaw, y le propusieron utilizar la influencia del Club Fuego Infernal para la distribución internacional de las distintas drogas fabricadas con los flores krakoanianas, a cambio de ofrecerles dos lugares a ambos en el Concejo Silente de Krakoa. Ella acepta con la condición de que se le otorgue un tercer lugar en el Concejo.
X envió un mensaje telepático de convocatoria a todos los mutantes del mundo para que se les unan en Krakoa. Namor fue el único en rechazar la oferta debido a su desconfianza.
Ya en Año Mil, la Falange aceptó asimilar a la civilización de la Tierra dentro de su conciencia universal, pero destruyó al líder del grupo presente. Luego de que el Bibliotecario indague sobre lo sucedido, Nimrod sospechó la posibilidad de que la Falange estaría formada por una red de agujeros negros, por lo que la Ascensión implicará alimentarse de todos los seres vivos que existan en el planeta.

### Capítulo 11 - "No estoy avergonzado"
Un mes atrás, X envió a todos los humanos y mutantes un mensaje, anunciando el envío de medicinas beneficiosas para la humanidad. A cambio, las Naciones Unidas deberán aceptar a Krakoa como una nación-estado de mutantes y que todos aquellos mutantes de nacimiento puedan acceder a su ciudadanía, incluyendo una amnistía para aquellos que hayan sido perseguidos o encarcelados por crímenes, y así puedan ser juzgados por leyes mutantes.
En el presente, el Concejo Silente tuvo su primera reunión, donde se definieron las primeras leyes de Krakoa: crear más mutantes, no asesinar humanos y respetar su tierra sagrada. Una vez establecidas las leyes, juzgaron a Dientes de Sable, encontrándolo culpable y sentenciándolo a un estado de éxtasis en las profundidades de Krakoa.

### Capítulo 12 - "Dinastía de X"
En Año Mil, a un día de la Ascensión, el Bibliotecario ingresó a una Reserva donde albergaba especímenes de distintas especies para estudiarlos, y allí conversó con Wolverine y Moira, quienes eran los últimos mutantes vivientes. Les confesó sus dudas sobre la posible existencia que le aguardaría a todos los seres de la Tierra tras ser absorbidos por la Falange, convertidos en un ente colectivo abstracto. Asimismo, les confesó cómo la humanidad evolucionó en su especie (Homo Novissima), mediante los avances tecnológicos y la modificación genética. En un rápido movimiento, Wolverine asesinó al Bibliotecario y luego a Moira para enviarla nuevamente de regreso, poniendo fin a su sexta vida.
De vuelta a Año Uno, Moira le enseñó a Xavier todos los recuerdos de sus vidas anteriores, a pesar de lo doloroso que a ella le resultaba tener que quitarle aquel sueño de una coexistencia pacífica. Finalmente, Moira le propuso que la solución sería la unión de todos los mutantes.
Ya en el presente, X y Magneto se reunieron en el Vacío donde se oculta Moira, a quien le informaron la formación del Concejo Silente y algunas inquietudes, como la promesa que le habían hecho a Mystique de revivir a Destiny a cambio de que se les uniera. Moira se opuso a la idea ya que los mutantes precognitivos pondrían en peligro sus planes, pero Magneto y X le aseguraron que ellos se harán cargo y que las cosas serán diferentes esta vez. Luego de la reunión, ambos presencian la celebración de todos los habitantes de Krakoa tras la creación de un nuevo paraíso mutante.